# La Trobe University Sculpture Park

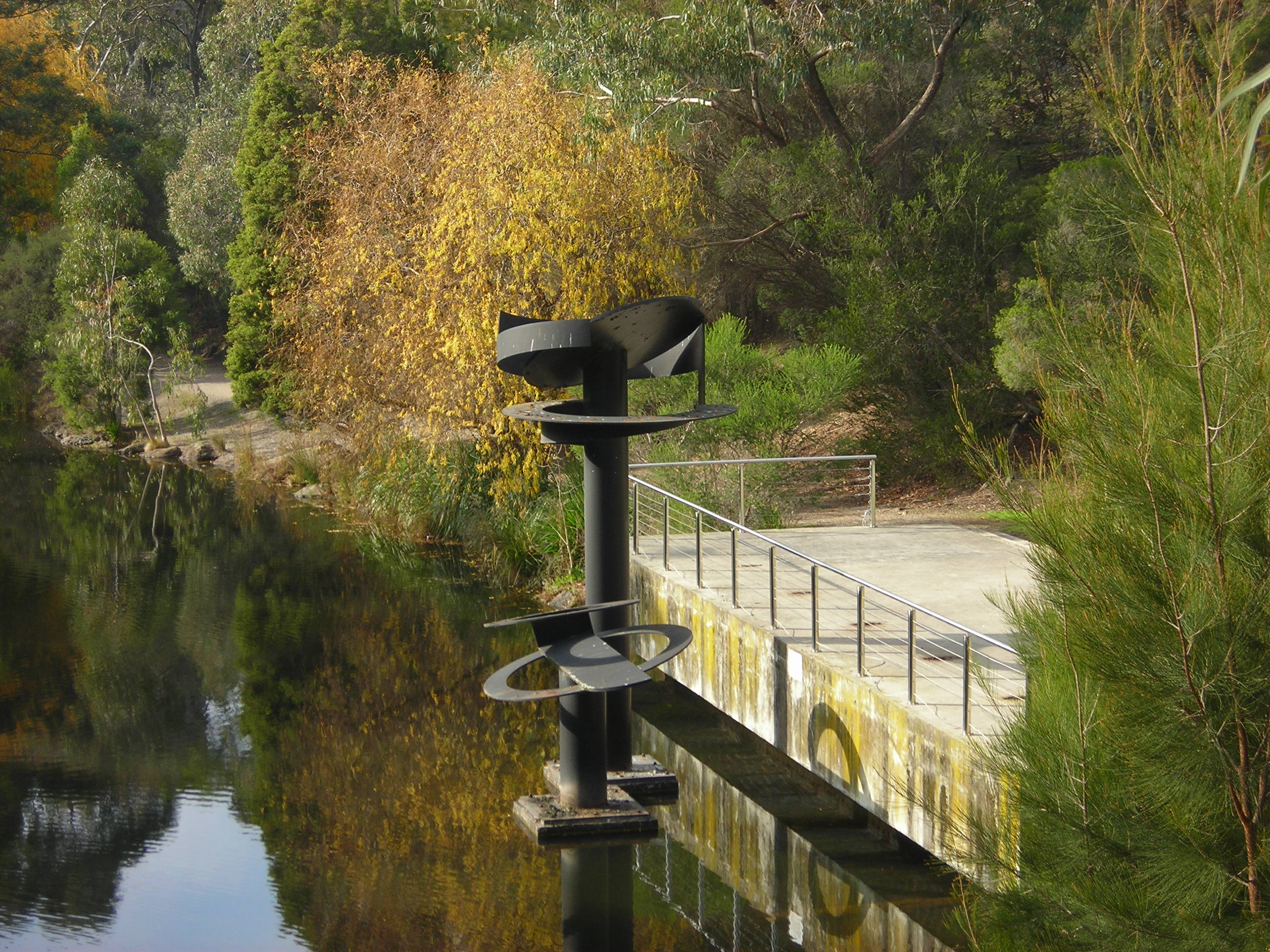
Beeldenpark met Dialogue of Circles (1976) van Inge King

La Trobe University Sculpture Park is een beeldenpark op de Bundoora Campus van de La Trobe University in Melbourne, Australië.
Het beeldenpark werd, tegelijk met de bouw van de nieuwe universiteitscampus, aangelegd in 1966 om de collectie beeldhouwwerken te huisvesten van de La Trobe University Art Collection. De collectie beeldhouwwerken dient, in samenhang met de architectuur van de universiteitsgebouwen, de studenten en de bevolking van Melbourne moderne en hedendaagse beeldhouwkunst in een landschappelijke omgeving te tonen. De Universiteit organiseert regelmatig tentoonstellingen en was in 1981 verantwoordelijk voor de First Australian Sculpture Triennal.

## Collectie
1. Jock Clutterbuck (1945) : A New House Among the Stars (1993)
2. Peter Dingli (1957) : Anthology of Echoes
3. Allan David (1926) : Untitled (1966)
4. Leonard French (1928) : The Four Seasons (1978)
5. Herman Hohaus (1920-1990) : Sofia (1970)
6. Inge King (1918) : Encounter (1968)
7. Inge King : Dialogue of Circles (1976)
8. Robert Klippel (1920-2001) : No. 661 Sentinel (1987)
9. Michael Nicholls (1960) : Speak No Evil, See No Evil (1989)
10. Charles Robb (1971) : Landmark (2004) - standbeeld Charles La Trobe
11. Bart Sanciolo (1955) : Dante's Divine Comedy (1980/83)
12. Heather B. Swann (1961) : Horned Night Walker (2003)
13. Karen Ward (1952) : Hermitage (2001)
14. David Wilson (1947) : Gateway (1975)
15. Onbekende kunstenaar (Sepik-cultuur): Ceremonial Post
16. Annette Hall : Angel Blue (1989) - langdurige bruikleen
17. Diego Latella (1948) : Rock Fall (1978) - langdurige bruikleen

## Fotogalerij

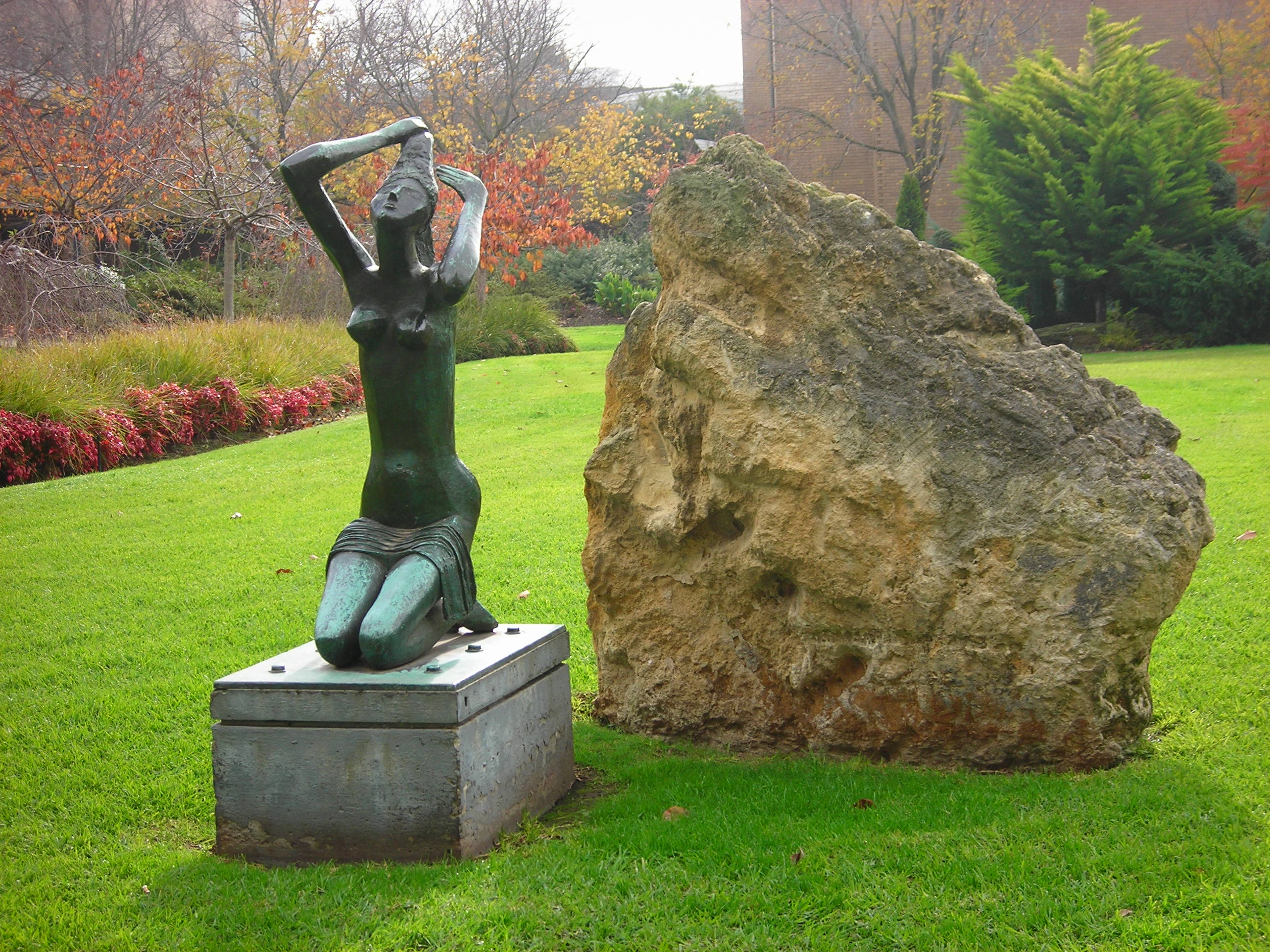
Sofia (1970) van Herman Hohaus
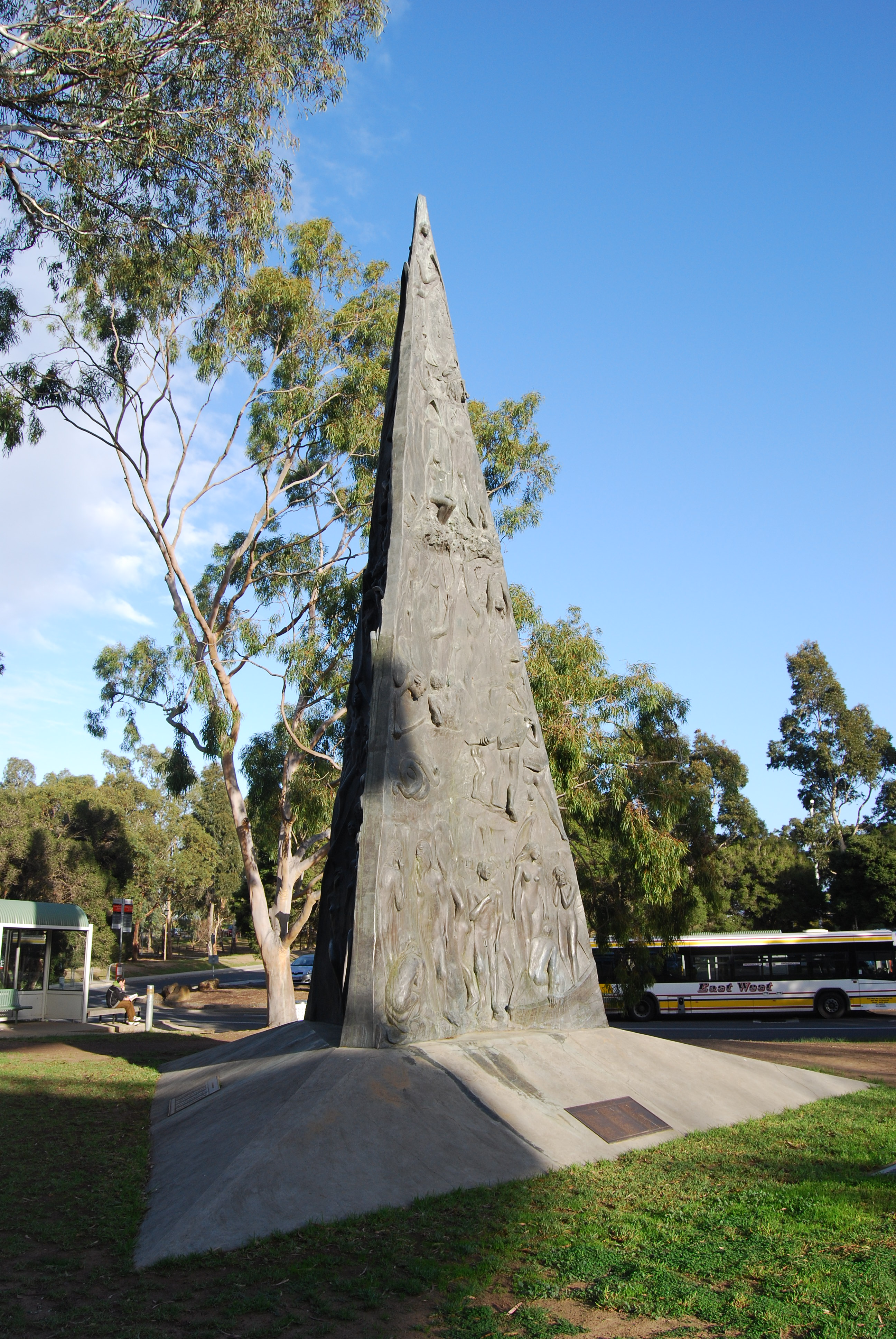
Dante's Divine Comedy (1980/83) van Bart Sanciolo
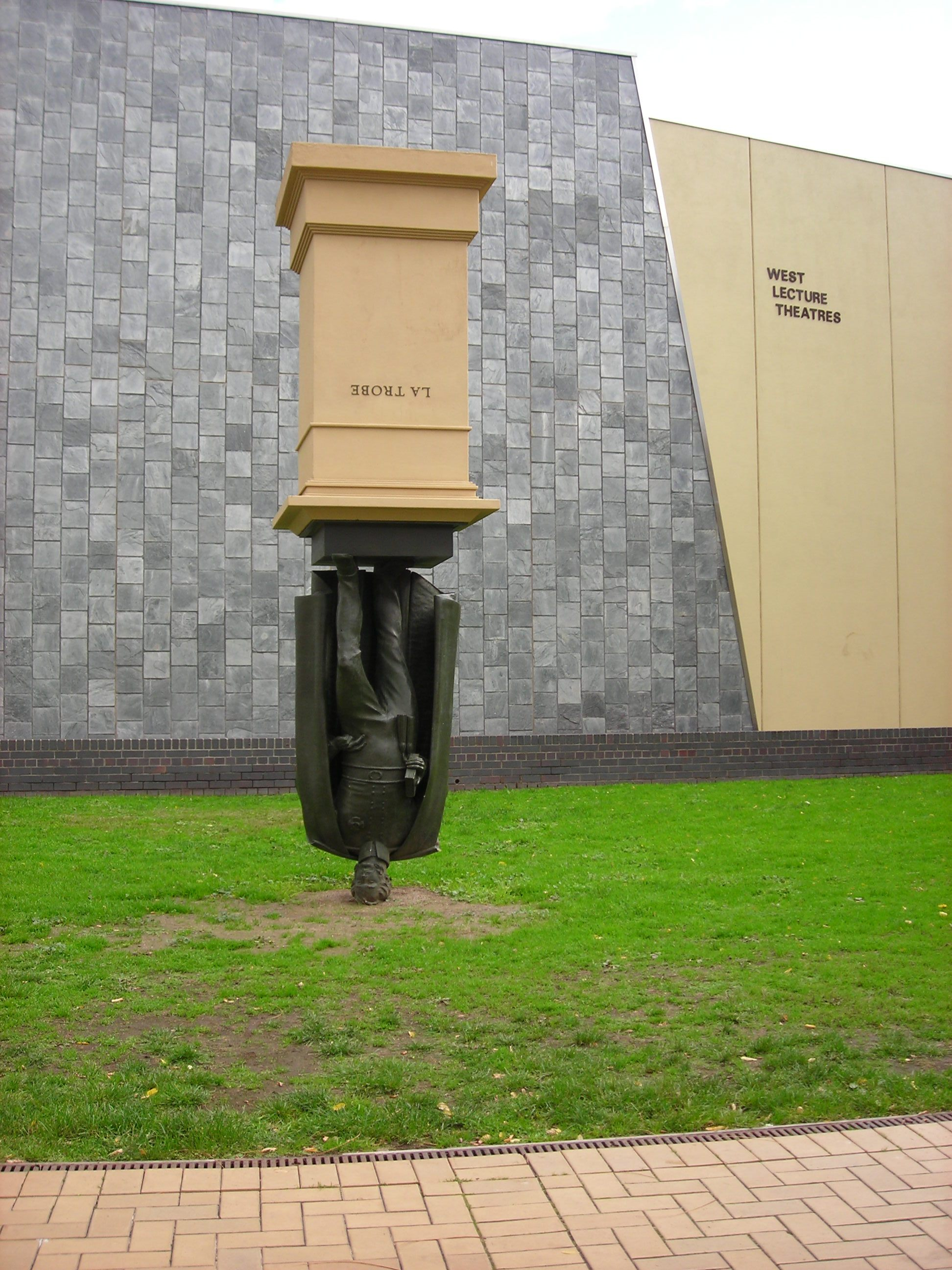
Landmark (2004) van Charles Robb
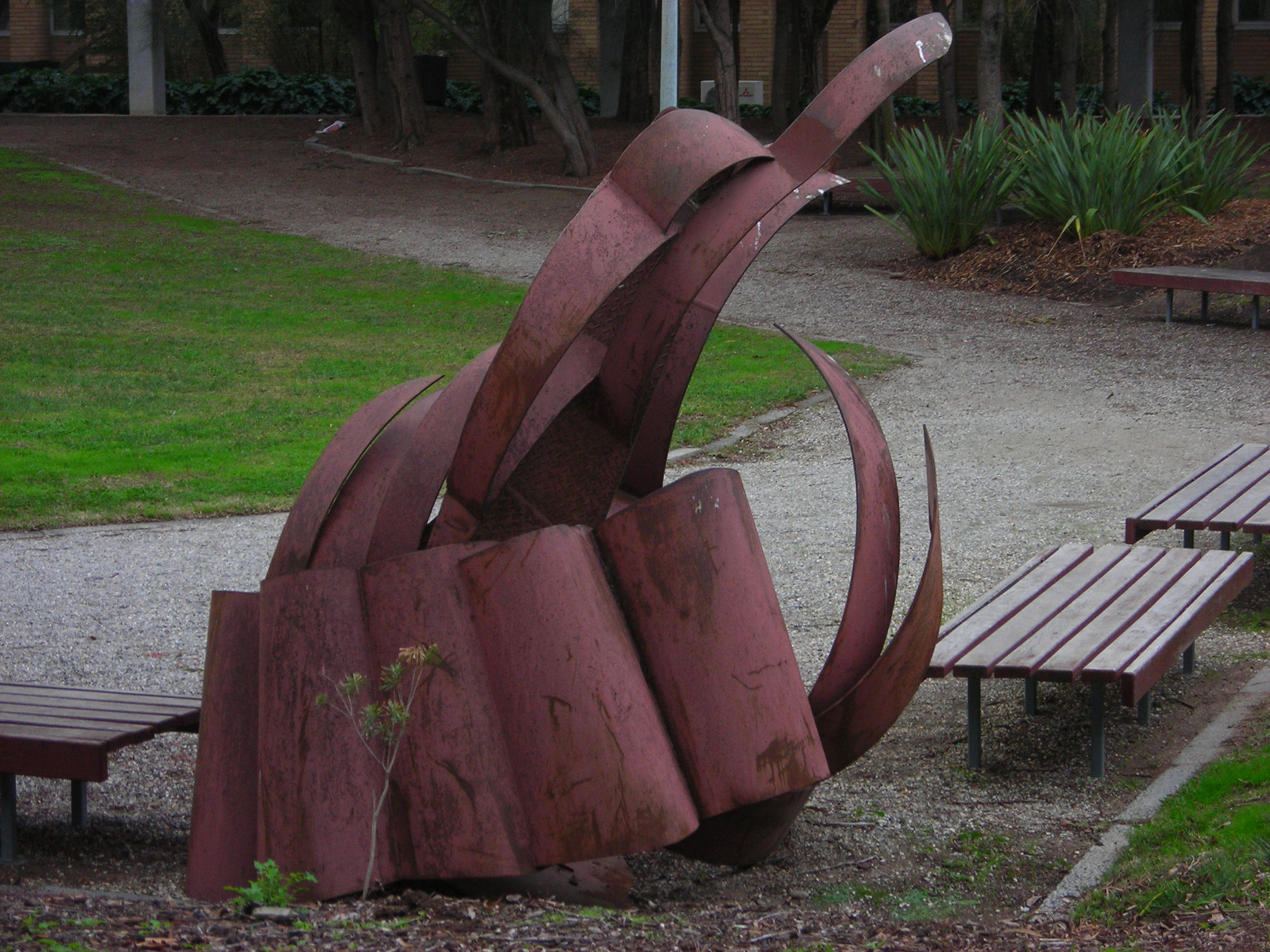
Rock Fall (1978) van Diego Latella